# 吉永元信
吉永 元信（よしなが もとのぶ、1948年〈昭和23年〉 - ）は、日本の図書館員、教育者。第17代国立国会図書館長。

## 来歴
兵庫県芦屋市出身。中学校の同窓に村上春樹がおり、高校生の頃は受験勉強のために毎日図書館へ通った。
大学進学後は政治学を専攻したものの、学生運動が盛んだったため講義があまり開かれなかった。その経験から落ち着いた人生を送りたいと考える様になり、研究をしたいという願望と国立国会図書館に勤務する大学の先輩から国会図書館で調査研究が出来ると聞いて興味を持ったことから、1971年に早稲田大学政治経済学部を卒業し、その2年後の1973年に国立国会図書館へ入館した。
入館後、総務部長、副館長などを歴任。国立国会図書館関西館や国際子ども図書館の開館、電子図書館構想の策定に携わり、総務部総務課在任時には国会担当として国会図書館の政策を国会議員に説明する業務の一端を担った。
2011年（平成23年）、国立国会図書館を退職。同年9月、信州豊南短期大学教授に就任し、司書養成課程の教員として2020年3月まで務めた。
2019年（令和元年）11月3日、瑞宝重光章を受章。
2020年（令和2年）4月1日、第17代国立国会図書館長に就任。2024年（令和6）3月31日、同退任。